# Fællesoffentlig Elektronisk Sags- og Dokumenthåndtering
FESD er en alment anvendt forkortelse for Fællesoffentlig Elektronisk Sags- og Dokumenthåndtering.
FESD er oprindelig et projekt, der blev formuleret af en it-taskforce fra Økonomistyrelsen under Finansministeriet, i 2001. FESD anvendes i dag som betegnelse det program der understøtter det digitale samarbejde mellem stat, regioner og kommuner. Med dette vil man understøtte den offentlige digitale forvaltning, på en standardiseret og it-sikkerhedsmæssig forsvarlig måde, så man kan indføre Elektronisk Sags- og Dokumenthåndtering (ESDH).

## FESD-Datamodellen
FESD-datamodellen handler om at standardisere en logisk datamodel til ESDH-systemer. Arbejdet vedrører alene sagsområdet, dokumentområdet og bemærkninger i forbindelse med ESDH systemer. Data modellen er en del af OIO-kataloget med bl.a. offentlige it-standarder.